# Etnografski muzej Sardinije
Etnografski muzej Sardinije (italijansko Istituto Etnografico della Sardegna) je etnografski muzej v Nuoru na Sardiniji. Njegov cilj je prikazati tradicionalno življenje prebivalcev otoka. Muzej sardinskega življenja in ljudske tradicije je na ulici via A. Mereu 56 v Nuoru.
Muzej, ki stoji na hribu Sant'Onofrio, zbira oblačila in predmete, značilne za sardinsko življenje in rokodelstvo.

## Zgodovina
Kompleks stavb, v katerem je muzej, je bil zgrajen med letoma 1950 in 1960 po načrtu arhitekta Antonia Simona Mossa in se je imenoval Muzej kostumov in popularne umetnosti.
Leta 1972 se je preimenoval z ustanovitvijo Višjega deželnega narodopisnega inštituta (ISRE), katerega last je postal.
Za javnost je bil odprt leta 1976; od leta 2004 je bil muzej prenovljen in razširjen. Preimenovali so ga v Sardinski etnografski muzej.
Sedež muzeja, sestavljen iz različnih stavb, ločenih z dvorišči, predstavlja nekakšno namišljeno sardinsko vas, v kateri so predstavljene vse vrste sardinske arhitekture: trg s cerkvijo, campidanska hiša itd.

## Opis
Muzej hrani okoli 8000 artefaktov, ki segajo večinoma v obdobje od konca 19. do prvih 1950-ih.
Na ogled so tradicionalna oblačila iz različnih vasi na Sardiniji, preproge, prevleke za skrinje, na statve tkane odeje, nakit in tradicionalno zlatarstvo, amuleti, stoli, košare, pustne maske, priljubljena glasbila, gospodinjski in delovni pripomočki.
En sektor je namenjen proizvodnji kruha s stotinami različnih vrst, povezanih s starodavno lokalno uporabo in tradicijo.